# Школа № 13 (Великий Новгород)
Муниципальное образовательное учреждение «Средняя общеобразовательная школа № 13 с углублённым изучением литературы и русского языка» — средняя общеобразовательная школа в Великом Новгороде.

## История
Школа № 13 была открыта в 1961 году. В 1974 году состоялся переезд школы со Студенческой улицы на улицу Рахманинова. В 1975 году в школе открылся Музей боевой славы, а в 1991 году — Музей истории школы.
В 1997 году школа № 13 стала лауреатом городского и всероссийского конкурсов «Школа года», в 1998 году — лауреатом Всероссийского конкурса «Школа года-98», в 2001 году — лауреатом Всероссийского конкурса «Школа века». Нынешний статус — «средняя общеобразовательная школа с углубленным изучением отдельных предметов» — присвоен школе в 1999 году.
В 2007 году на базе школы проходил V этап XII Всероссийской олимпиады школьников по русскому языку, в 2009 году — Всероссийская олимпиада школьников по немецкому языку.